# Jambu Timur
Jambu Timur is een bestuurslaag in het regentschap Jepara van de provincie Midden-Java, Indonesië. Jambu Timur telt 9803 inwoners (volkstelling 2010).